# Non-résistance
 (mars 2024).
La mise en forme du texte ne suit pas les recommandations de Wikipédia : il faut le « wikifier ».
Les points d'amélioration suivants sont les cas les plus fréquents. Le détail des points à revoir est peut-être précisé sur la page de discussion.
- Les titres sont pré-formatés par le logiciel. Ils ne sont ni en capitales, ni en gras.
- Le texte ne doit pas être écrit en capitales (les noms de famille non plus), ni en gras, ni en italique, ni en « petit »…
- Le gras n'est utilisé que pour surligner le titre de l'article dans l'introduction, une seule fois.
- L'italique est rarement utilisé : mots en langue étrangère, titres d'œuvres, noms de bateaux, etc.
- Les citations ne sont pas en italique mais en corps de texte normal. Elles sont entourées par des guillemets français : « et ».
- Les listes à puces sont à éviter, des paragraphes rédigés étant largement préférés. Les tableaux sont à réserver à la présentation de données structurées (résultats, etc.).
- Les appels de note de bas de page (petits chiffres en exposant, introduits par l'outil «  Source ») sont à placer entre la fin de phrase et le point final[comme ça].
- Les liens internes (vers d'autres articles de Wikipédia) sont à choisir avec parcimonie. Créez des liens vers des articles approfondissant le sujet. Les termes génériques sans rapport avec le sujet sont à éviter, ainsi que les répétitions de liens vers un même terme.
- Les liens externes sont à placer uniquement dans une section « Liens externes », à la fin de l'article. Ces liens sont à choisir avec parcimonie suivant les règles définies. Si un lien sert de source à l'article, son insertion dans le texte est à faire par les notes de bas de page.
- La présentation des références doit suivre les conventions bibliographiques. Il est recommandé d'utiliser les modèles {{Ouvrage}}, {{Chapitre}}, {{Article}}, {{Lien web}} et/ou {{Bibliographie}}. Le mode d'édition visuel peut mettre en forme automatiquement les références.
- Insérer une infobox (cadre d'informations à droite) n'est pas obligatoire pour parachever la mise en page.

Pour une aide détaillée, merci de consulter Aide:Wikification.
Si vous pensez que ces points ont été résolus, vous pouvez retirer ce bandeau et améliorer la mise en forme d'un autre article.
La non-résistance est « la pratique ou le principe consistant à ne pas résister à l'autorité, même lorsqu'elle est injustement exercée ». À la base, il y a une opposition morale à l'idée de résistance physique à un ennemi. Elle est considérée comme une forme de non-violence ou de pacifisme fondé sur des principes qui rejette toute violence physique, qu'elle soit exercée au niveau individuel, collectif, étatique ou international. Les adeptes de la non-résistance peuvent refuser de riposter contre un adversaire ou proposer toute forme de légitime défense. La non-résistance est souvent associée à des groupes religieux particuliers, comme le christianisme anabaptiste.
Parfois, la non-résistance a été considérée comme compatible, voire comme partie intégrante des mouvements prônant le changement social. Un exemple souvent cité est le mouvement dirigé par Mohandas Gandhi dans la lutte pour l’indépendance de l’Inde. S'il est vrai que dans des cas particuliers (par exemple lorsqu'ils sont menacés d'arrestation) les pratiquants de tels mouvements peuvent suivre la ligne de non-résistance, ces mouvements sont plus précisément décrits comme des cas de résistance non-violente ou de résistance civile. Il convient donc de faire une distinction entre la non-résistance et les concepts parallèles de non-violence ou de résistance passive.

## Histoire

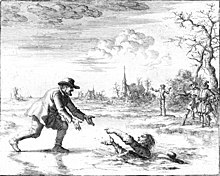
Dirk Willems sauve son poursuivant, gravure du Miroir des martyrs, 1685.

Le christianisme anabaptiste, et le valdéisme avant lui, s'est défini par son adhésion à la doctrine de non-résistance, qu'ils enseignent et qui se trouve dans la Bible en Matthieu 5:39 : « Mais moi je vous dis de ne pas résister au méchant; mais si quelqu'un te frappe à la joue droite, présente-lui aussi l'autre ».
La non-résistance a joué un rôle de premier plan dans le mouvement abolitionniste aux États-Unis au XIXe siècle.
Jésus-Christ, Pierre Valdo, Menno Simons, Léon Tolstoï, Adin Ballou, et Mahatma Gandhi étaient des défenseurs notables de la non-résistance. Il y avait cependant des variations entre eux. Le mouvement Satyagraha de Gandhi était basé sur une croyance en une résistance à la fois active mais non-violente, et il ne croyait pas au recours à la non-résistance (ou même à la résistance non-violente) dans des circonstances où l’échec à s’opposer à un adversaire équivalait effectivement à de la lâcheté. «Je crois», écrit-il, «que là où il n'y a qu'un choix entre la lâcheté et la violence, je conseillerais la violence.»

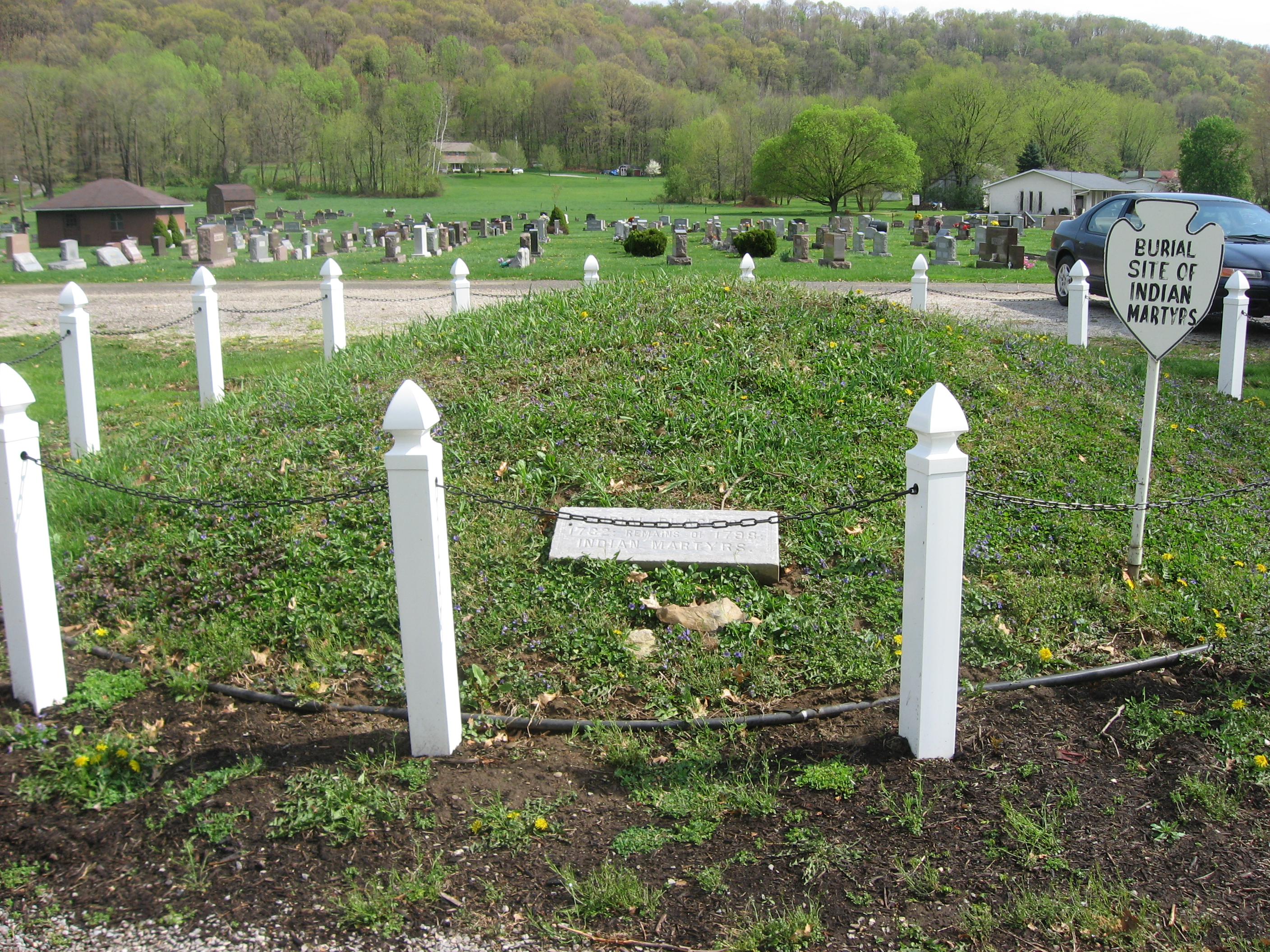
Lieu de sépulture des martyrs amérindiens moraves, massacrés par des miliciens américains lors du massacre de Gnadenhutten

 La non-résistance chrétienne s'appuie sur une lecture du Sermon sur la montagne, dans lequel Jésus dit :
« Vous avez entendu qu'il a été dit: Œil pour œil, et dent pour dent. Mais moi je vous dis de ne pas résister au méchant; mais si quelqu'un te frappe à la joue droite, présente-lui aussi l'autre. Et si quelqu'un veut plaider contre toi, et t'ôter ta robe, laisse-lui encore le manteau. Et si quelqu'un te contraint d'aller une lieue avec lui, vas-en deux. Donne à celui qui te demande, et ne te détourne point de celui qui veut emprunter de toi. » Matthieu 5:38-42 (Ostervald)
Il y a d'autres passages bibliques qui enseignent cette même doctrine, comme celui-ci:
« Jésus répondit: Mon royaume n'est pas de ce monde; si mon royaume était de ce monde, mes serviteurs combattraient, afin que je ne fusse pas livré aux Juifs; mais maintenant mon royaume n'est pas d'ici-bas. » Jean 18:36 (Ostervald)
Les membres des dénominations chrétiennes anabaptistes (mennonites, amish, huttérites, frères de Schwarzenau et chrétiens apostoliques), ainsi que d'autres Église de paix comme les Quakers, en plus de l'Église morave, ont interprété ces passages comme signifiant que les disciples de Christ ne devraient rien faire pour résister physiquement à un ennemi,. Selon cette croyance, seul Dieu a le droit d’exécuter les châtiments. Les chrétiens non-résistants notent que l’amour sacrificiel de Jésus a abouti à sa soumission à la crucifixion plutôt qu’à la vengeance. La théologie anabaptiste enseigne :

« Le mot "non-résistance" est tiré de Matthieu 5:39, "ne résistez pas au méchant". Il s'agit strictement d'une doctrine du Nouveau Testament (NT), destinée aux disciples de Jésus, avec un objectif spécifique pendant l'âge de l'Église du NT. Lorsque nous nous sommes soumis à Jésus comme Seigneur, nous sommes citoyens du Royaume de Dieu et nous acceptons les commandements du Nouveau Testament et l'exemple du Christ comme règle de vie. Le Nouveau Testament interdit au chrétien les représailles et la vengeance, mais nous charge de prier, de bénir et de faire du bien à ceux qui veulent nous faire du mal. Nous souffrons joyeusement de la perte de nos biens pour l'amour du Christ. Nous prêchons la bonne nouvelle de l'Évangile, qui est un message de paix: la réconciliation est possible entre Dieu et l'homme. Jésus n'est pas venu pour résister à l'humanité méchante et la juger, ni pour établir un gouvernement terrestre, mais pour donner volontairement et pacifiquement sa vie pour ses ennemis. En tant que disciples du Christ, nous devons suivre son exemple afin que notre vie devienne un sermon vivant, illustrant la vie et les œuvres de Jésus. Tel est l'objectif de la non-résistance. Il ne s'agit donc pas d'un mode de vie à imposer à ceux qui ne sont pas disciples de Jésus, car il est réservé à l'Église, une institution céleste, établie par la grâce rédemptrice de Dieu. Nous ne l'attendons pas non plus de l'État, qui est une institution mondaine, fonctionnant sous la grâce conservatrice de Dieu. L'État est actuellement établi par le Dieu souverain pour porter l'épée afin de maintenir l'ordre et d'exécuter la colère de Dieu, mais nulle part dans le NT les disciples de Jésus ne se voient confier un rôle dans ce service. Nous sommes appelés à marcher comme Jésus a marché et à aller dans les nations, à faire des disciples, à leur enseigner ses commandements et à faire confiance à Dieu pour notre protection. L'État et l'Église sont deux institutions distinctes, qui diffèrent par leur but, leur caractère et leur destinée. »

L’ Église morave enseigne traditionnellement le principe de non-résistance. Lors du massacre de Gnadenhutten, des membres de la milice américaine ont assassiné 96 chrétiens moraves de la tribu Lenape dans la colonie de Gnadenhutten (qui signifie « Maisons de grâce » en allemand). Ces 96 Amérindiens furent reconnus comme martyrs chrétiens :

« Un soldat a nargué un Indien en faisant semblant de lui offrir sa hachette tout en disant : "Frappez-moi à mort !". Lorsque l'homme répondit : "Je ne frappe personne à mort !", le soldat s'élança sur l'Indien et lui coupa le bras. Pendant ce temps, l'Indien continua de chanter [un hymne chrétien] "jusqu'à ce qu'un autre coup lui fende la tête". »

Pour illustrer le fonctionnement pratique de la non-résistance, Alexandre Christoyannopoulos propose la réponse anarchiste chrétienne suivante au terrorisme :

« Le chemin montré par Jésus est un chemin difficile qui ne peut être parcouru que par de vrais martyrs. Le martyr, étymologiquement, est celui qui se rend témoin de sa foi. Et c'est le témoignage ultime de sa foi que d'être prêt à la mettre en pratique même lorsque sa propre vie est menacée. La vie à sacrifier n'est pas celle de l'ennemi, mais celle du martyr : tuer les autres n'est pas un témoignage d'amour, mais de colère, de peur ou de haine. Pour Tolstoï, par conséquent, un véritable martyr du message de Jésus ne punirait ni ne résisterait (ou du moins n'utiliserait pas la violence pour résister), mais s'efforcerait d'agir par amour, même si c'est difficile, quelle que soit la probabilité d'être crucifié. Il apprendrait patiemment à pardonner et à tendre l'autre joue, même au risque de la mort. C'est le seul moyen de gagner les cœurs et les esprits de l'autre camp et d'ouvrir les possibilités de réconciliation dans la "guerre contre la terreur". »

L'auteur James R. Graham a écrit : « Le chrétien n'est pas un pacifiste, il est un non-participationniste. » 
Une des principales applications de cette théologie pour les chrétiens non résistants est la pratique de l'objection de conscience en ce qui concerne la conscription militaire. En plus de l'objection de conscience, les pratiques non-résistantes de la plupart des anabaptistes incluent le rejet des pratiques civiles suivantes (voir 1 Corinthiens 6:1-8) : poursuivre quelqu'un en justice, faire pression sur le gouvernement, tenir un poste de magistrat, utiliser la force de la loi pour faire valoir leurs « droits ».